# Nova vermelha luminosa

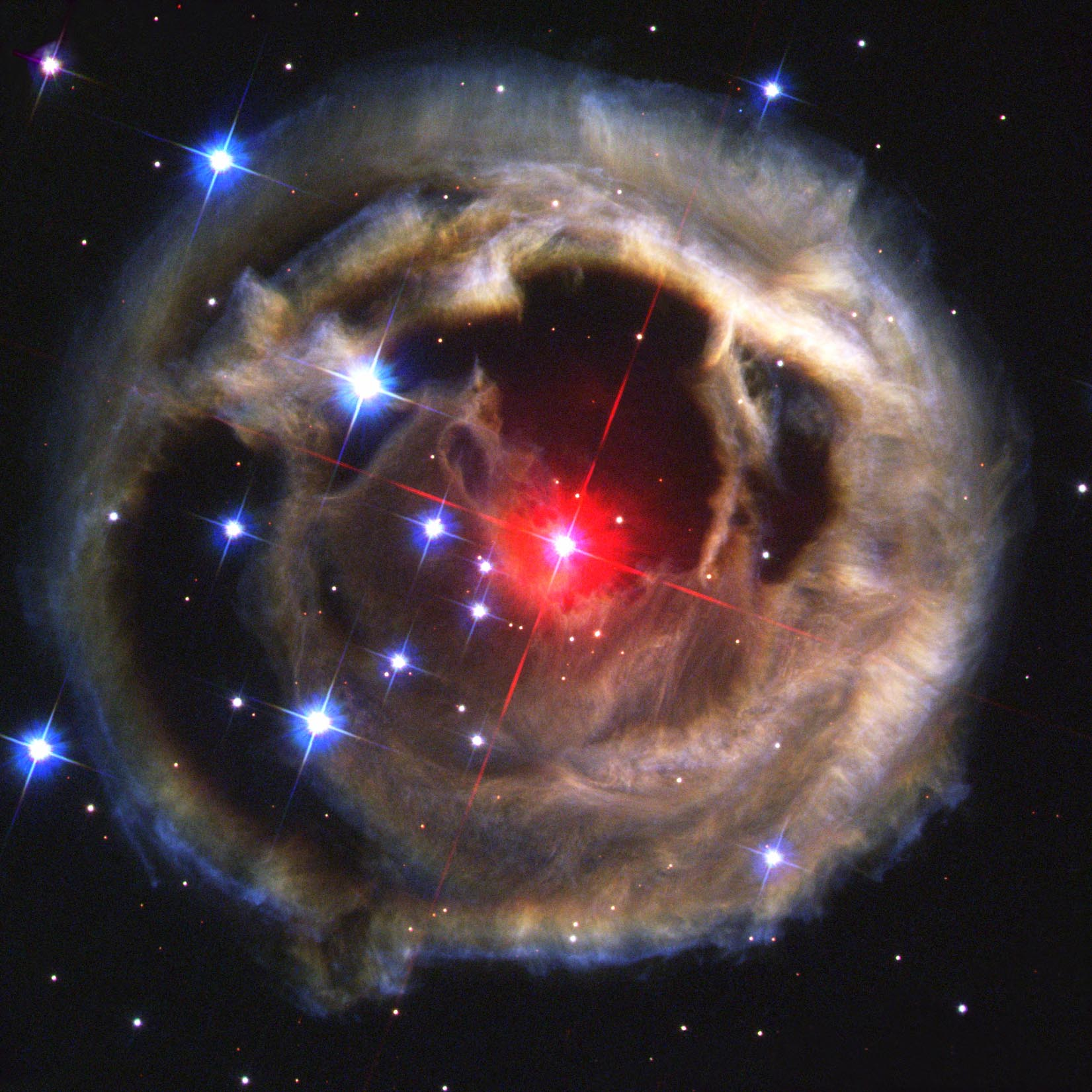
V838 Monocerotis – o protótipo de nova luminosa vermelha.

Uma nova luminosa vermelha é uma explosão estelar, teoricamente causada pela fusão de duas estrelas. Elas são caracterizadas por uma coloração vermelha distinta, e uma curva de luz que persiste com um brilho ressurgente no infravermelho. Novas luminosas vermelhas não devem ser confundidas com as novas padrão, explosões que ocorrem na superfície das estrelas anãs brancas.

## Descoberta
Um pequeno número de objetos exibindo as características de uma nova luminosa vermelha tem sido observado no decorrer dos últimos 30 anos. A estrela vermelha M31 RV na galáxia de Andrômeda, fulgurou em alto brilho em 1988 e pode ter sido uma nova luminosa vermelha. Em 1994, V4332 Sgr, uma estrela na galáxia da Via Láctea fulgurou de maneira similar e em 2002, V838 Mon repetiu esse fenômeno e foi estudada em detalhe.
A primeira nova luminosa vermelha confirmada foi o objeto M85 OT2006-1, na galáxia Messier 85. Ela foi observada em primeira mão pelo serviço de busca por supernovas do Observatório Lick, tendo sido então investigada por uma equipe de astrônomos da U.C. Berkeley e de Caltech. Essa equipe, liderada por Shrinivas Kulkarni confirmou sua distinção das explosões conhecidas, como as novas e os pulsos térmicos, e declarou as novas luminosas vermelhas uma nova classe de explosões estelares em um comunicado de imprensa em 23 de maio de 2007 no periódico Nature.

## Characterísticas
Uma nova luminosa vermelha possui as seguintes características observadas:
- A luminosidade da explosão se situa entre aquela de uma supernova (de brilho maior) e a de uma nova (de menor brilho).
- A luz visível perdura por semanas ou meses, e possui um vermelho distinto, se tornando mais vermelha e opaca com o passar do tempo. Na medida em que a luz visível diminui, a emissão de luz infravermelha aumenta e dura por um longo período, normalmente variando em brilho inúmeras vezes.
- Observações em infravermelho da M85 OT2006-1 têm mostrado que esse objeto é bastante frio para uma estrela (ligeiramente acima de 1000 K). Esta pode, ou não, ser uma característica compartilhada por outras novas luminosas vermelhas.

## Evolução
A equipe que investigou a M85 OT2006-1 acredita que ela se formou quando duas estrelas da sequência principal se fundiram.
No momento em que a megaexplosão ocorre, a nova luminosa vermelha aparenta se expandir rapidamente, atingindo de milhares a dezenas de milhares o raio do sol em poucos meses. Essa expansão provocaria o resfriamento do objeto, explicando a intrigante coexistência de uma explosão brilhante com um objeto frio após a explosão.

## Outros pontos de vista
Alguns astrônomos acreditam ser prematuro anunciar uma nova classe de explosões estelares baseando-se em um número de observações ainda muito limitado.
Por exemplo, Pastorello et al. 2007 expõe que o evento pode se dever a uma supernova do tipo II-p s e Todd et al. 2008 apontou para o fato de que supernovas passando por um alto nível de extinção serão naturalmente vermelhas e de baixa luminosidade, ao mesmo tempo.